# M3 (astronomia)
M 3 (conosciuto anche come NGC 5272) è un ammasso globulare visibile nella costellazione dei Cani da Caccia; è fra i più brillanti del cielo.

## Osservazione

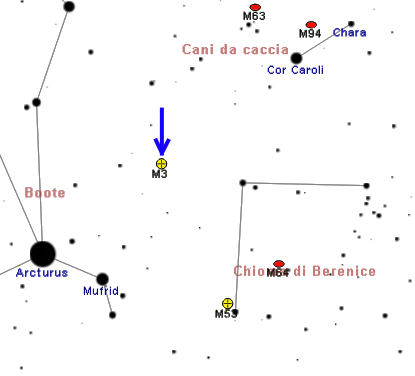
Mappa per individuare M3.

M3 si trova relativamente lontano da stelle cospicue: la più vicina è β Comae Berenices, di magnitudine 4 circa, che si trova a circa 7° ad Ovest di quest'ammasso globulare; un aiuto può essere fornito anche da Arturo, la brillantissima stella arancione visibile più a sud. M3 è sicuramente uno degli oggetti più facili da osservare con uno strumento amatoriale: in condizioni di seeing veramente eccezionali è visibile persino ad occhio nudo, mentre con un binocolo l'ammasso è localizzabile con facilità e appare come un punto bianco e diffuso. Già con un telescopio da 100mm di apertura appare come un oggetto di 10' di diametro, mentre uno da 200mm può già risolverlo in centinaia di piccolissime stelle.

M3 può essere osservato con facilità da entrambi gli emisferi terrestri, grazie al fatto che la sua declinazione non è eccessivamente settentrionale; dalle regioni boreali è maggiormente osservabile e si presenta estremamente alto nel cielo nelle notti di primavera, mentre dall'emisfero australe resta sempre relativamente basso, ad eccezione delle aree prossime all'equatore, sebbene sia comunque visibile da tutte le aree abitate della Terra. Il periodo migliore per la sua osservazione nel cielo serale è quello compreso fra febbraio e agosto.

## Storia delle osservazioni
L'ammasso è stato scoperto da Charles Messier nel 1764 che lo descrive così "Nebulosa scoperta tra Bootes ed uno dei Cani da Caccia di Hevelius; essa non contiene alcuna stella, il suo centro è brillante e la sua luce va scemando insensibilmente, essa è rotonda; con un bel cielo la si può vedere con un telescopio da un piede; essa è riportata sulla carta della cometa osservata nel 1779. Memorie dell'Accademia dello stesso anno. Riosservata il 29 marzo 1781, sempre bellissima." William Herschel dedica a M3 molte osservazioni, riuscendo anche a risolverlo in stelle per la prima volta; il figlio John, nel 1833, lo descrive come un ammasso composto da stelle comprese fra la undicesima e la quindicesima magnitudine. L'ammiraglio Smyth e Lord Rosse riferiscono della presenza di un gran numero di concatenazioni di stelle nelle regioni periferiche.

## Caratteristiche

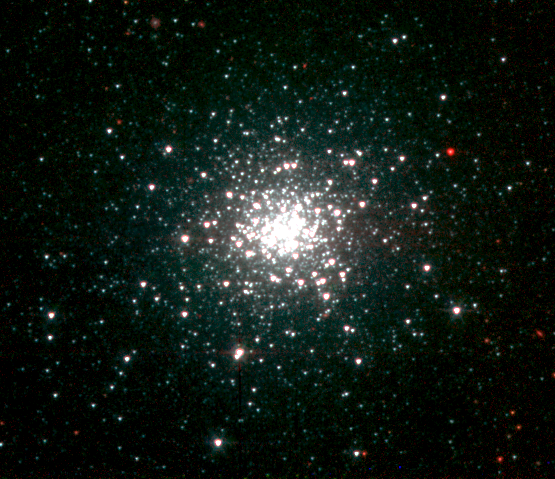
M3 ripreso all'infrarosso dallo Spitzer Space Telescope

Questo ammasso è uno dei più grandi e luminosi, essendo formato da circa 500.000 stelle. È situato a una distanza di circa 33.900 anni luce dalla Terra. M3 ha una magnitudine apparente di 6,2 che lo rende visibile a occhio nudo in determinate condizioni. Visto da un telescopio di dimensioni media, l'ammasso è completamente definito.
In M3 sarebbero state trovate 212 variabili, di 186 delle quali è stato determinato il periodo: più che in qualunque altro ammasso globulare della nostra galassia; almeno 170 sono del tipo RR Lyrae.
Con M13 ed M5, M3 è uno dei tre ammassi globulari più brillanti dell'emisfero boreale. Ciò ha fatto sì che esso sia stato studiato più di altri ammassi del suo tipo, e il diagramma H-R che risulta da questi studi dimostra che M3 è un ammasso formato da stelle estremamente vecchie. Si ritiene che abbiano un'età di circa 10 o più miliardi di anni, anche se le stime degli studiosi variano di molto.
Una caratteristica veramente insolita di M3 è il fatto che contenga una giovanissima stella azzurra di tipo spettrale O8 (la prima delle cosiddette Blue Stragglers).

### Libri
- (EN) Stephen James O'Meara, Deep Sky Companions: The Messier Objects, Cambridge University Press, 1998, ISBN 0-521-55332-6.

### Carte celesti
- Toshimi Taki, Taki's 8.5 Magnitude Star Atlas, su geocities.jp, 2005. URL consultato il 7 novembre 2010 (archiviato dall'url originale il 5 novembre 2018). - Atlante celeste liberamente scaricabile in formato PDF.
- Tirion, Rappaport, Lovi, Uranometria 2000.0 - Volume I - The Northern Hemisphere to -6°, Richmond, Virginia, USA, Willmann-Bell, inc., 1987, ISBN 0-943396-14-X.
- Tirion, Sinnott, Sky Atlas 2000.0 - Second Edition, Cambridge, USA, Cambridge University Press, 1998, ISBN 0-933346-90-5.
- Tirion, The Cambridge Star Atlas 2000.0, 3ª ed., Cambridge, USA, Cambridge University Press, 2001, ISBN 0-521-80084-6.